# 後耳介筋

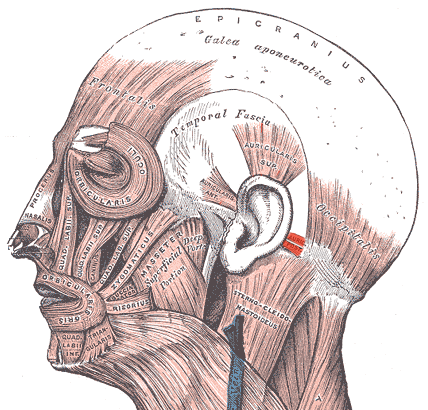

後耳介筋（こうじかいきん、英語: posterior auricular muscle）は、人間の頭部の浅頭筋のうち、耳周囲の耳介筋に含まれる筋肉である。皮筋である。
乳様突起から起始し、耳介根部（耳介内側面下部）に停止する。作用は耳を後ろに引く。顔面神経後耳介枝・側頭枝支配